# Rikard Hagberg
Erik Rikard Hagberg, född 31 december 1865 i Löts socken, Uppland, död 4 februari 1935 i Östhammar, var en svensk folkskollärare och liberal politiker.
Rikard Hagberg var folkskollärare och organist i Östhammar 1886–1927 och var också redaktör för Östhammars Tidning 1888–1894. Han var stadsfullmäktiges ordförande 1919–1922 och stadsstyrelsens ordförande 1923–1933.
Mellan 1909 och 1914 var han riksdagsledamot för Liberala samlingspartiet i andra kammaren, år 1909–1911 för Vaxholms, Norrtälje, Östhammars, Öregrunds och Sigtuna valkrets och 1912–1914 för Stockholms läns norra valkrets. I riksdagen var han bland annat suppleant i bankoutskottet 1912–1914. Han engagerade sig bland annat för sjukkassor och för avskaffande av ordensväsendet.